# Niccolò Rinaldi
Niccolò Rinaldi (Firenze, 3 dicembre 1962) è un politico, scrittore e alpinista italiano.

## Biografia
Nato a Firenze nel 1962, si è laureato in Scienze Politiche con una tesi sull'economia di strada di Dakar, frutto di una ricerca sul campo in Senegal. È stato responsabile dell'informazione dell'Onu in Afghanistan, vivendo tra Peshawar, Kabul e il resto del paese. Nel 1991 ha lasciato le Nazioni Unite per cominciare a lavorare al Parlamento europeo, come consigliere politico, lavorando soprattutto sull'Africa e l'Asia centrale. Nel 2000 è divenuto Segretario generale aggiunto presso il gruppo ALDE al Parlamento.
Nel 2009 è stato eletto eurodeputato da indipendente con Italia dei Valori ed è stato vicepresidente del gruppo dell'ALDE, terzo gruppo del Parlamento, e capo delegazione IdV.. Dopo le dimissioni di Antonio Di Pietro, Niccolò Rinaldi decide di candidarsi alla segreteria nazionale di Italia dei Valori al congresso straordinario del 28-30 giugno 2013.
Sebbene abbia beneficiato della convergenza degli altri candidati (Matteo Castellarin, Antonio Borghesi  e Nicola Scalera poi ritiratisi) sulla mozione e della benedizione di Gianni Vattimo, non viene eletto, raccogliendo il 31% dei voti congressuali. Alle Elezioni europee del 2014 e a quelle del 2019 è candidato tra i capolista nella Circoscrizione Italia centrale (che raccoglie i collegi di Toscana, Lazio, Marche e Umbria) per la lista dell'ALDE Scelta Europea per Guy Verhofstadt (2014) e +Europa-Italia in Comune (2019), ma entrambe le liste non ottengono alcun seggio. Nel frattempo ha ripreso il suo lavoro di funzionario delle istituzioni europee. Prosegue l'attività di giornalista pubblicista (cura una rubrica sull'Huffington Post e su Florence is You! e scrive regolarmente su Solidarietà Internazionale e su Critica Liberale). È attualmente presidente delle associazioni Liberi Cittadini e di LiberaItalia e responsabile della Società Machiavelli di Firenze, proprietaria dell'omonimo Teatrino.
Niccolò Rinaldi è autore di numerosi libri, in particolare di viaggio o dedicati alla memoria collettiva. Del periodo di lavoro in Afghanistan, ha scritto nei libri "Islam, guerra e dintorni - viaggio in Afghanistan", Torino, ed. L´Harmanattan Italia, 1997, uscito anche in Francia nel 2000 col titolo di "Dieu, guerre et autres paysages" e una prefazione di Daniel Cohn-Bendit, "Droga di Dio - Afghanistan: la società dei credenti", Napoli, ed. L'Ancora del Mediterraneo, 2002, il racconto "Firenze, Herat e la forza di Kabul" e le "Tre storie fiorentine in Asia centrale" pubblicate nel catalogo "Atlanti fiorentini" del ciclo di performance dai testi e dalle vite dei viaggiatori fiorentini realizzato nel 2009. Delle sue frequenti missioni in Africa, ha scritto in "L'invenzione dell'Africa - un viaggio, un dizionario", ed. La Meridiana (2006) con una prefazione di Walter Veltroni, libro nel quale in ventuno capitoli dedicati ad altrettante parole dalla A alla Z, la tesi del travisamento della cultura e della storia dell'Africa da parte dell'Occidente.
In "Notte a Gaza", ed. Festina Lente (2014) e successivamente Stampa alternativa (2015), ha raccolto i suoi appunti di viaggio nelle frequenti visite alla striscia con uno sguardo disincantato e critico nei confronti delle politiche israeliane, di Hamas e della stessa comunità internazionale. Nel suo ultimo libro di viaggi, "Il giro del mondo in cinquanta barbieri", ha descritto cinquanta barbieri nei quali si è recato in altrettanti paesi diversi, dal primo a Peshawar nel 1990. all'ultimo a Tokyo nel 2015. Un altro filone di scrittura è dedicato al "viaggio fermo", con l'approfondimento del "territorio di casa" attraverso la guida "Firenze insolita e segreta", ed. Jonglez nel 2011 e tradotta in francese (2011), inglese (2011), spagnolo (2012) e tedesco (2019), e ripubblicata in una nuova edizione nel 2018, nella quale riscopre oltre duecento luoghi appartati ma visitabili del capoluogo toscano, e il volume dedicato alla via nella quale abita a Firenze, "Anatomia di una strada - via de' Serragli, ed. Festina Lente (2013).
Il rapporto con Firenze e con i viaggi è presente anche in "Oceano Arno" ed. Firenze libri (2012), volume che per primo affronta le biografie dei navigatori fiorentini. Con le edizioni Giuntina ha pubblicato "Piccola anatomia di un genocidio - Auschwitz e oltre" e "Shoah e Ruanda, due lezioni parallele", primo libro che confronta i due genocidi. Alpinista e membro del soccorso sci toscano da oltre trent'anni, ha pubblicato "L'alternativa montagna - un'altra Europa", ed. Festina Lente (2014) e ha effettuato varie ascensioni in Europa, Africa e Asia; sulla vetta del Monte Bianco ha girato un video sul conflitto territoriale tra Italia e Francia.
È membro della chiesa valdese.

## Attività politica
Nella sua attività politica di europarlamentare, Niccolò Rinaldi si è impegnato a promuovere la conoscenza delle possibilità offerte dai fondi europei e le modalità per accedervi. A questo proposito ha posto in essere varie iniziative quali la creazione di un servizio di newsletter che informa sui bandi europei in corso, un libro sui finanziamenti europei scaricabile gratuitamente dal suo sito, l'organizzazione di apposite conferenze per gli amministratori locali, la costante organizzazione di corsi di europrogettazione.
Niccolò Rinaldi è stato membro della Commissione europarlamentare per il Commercio Internazionale (INTA) e unico italiano componente lo Steering Committee dell'Organizzazione Mondiale del Commercio. In particolare, è stato relatore per l'accordo di libero scambio con la Malaysia, l'accordo di libero scambio UE-India (clausola di Salvaguardia), per il regolamento relativo al commercio diretto con le zone di Cipro nelle quali il governo non esercita il controllo effettivo e di un rapporto riguardante l'esercizio dei diritti dell'Unione in tema di applicazione e rispetto delle regole del commercio internazionale.
È anche molto attento alle problematiche delle persone meno tutelate, come i diversamente abili, gli immigrati ed i Rom, e alle tematiche riguardanti la memoria collettiva, nell´ambito della quale ha curato la realizzazione di vari progetti, come le installazioni multimediali sui temi dell'assedio alle città ("Piazza di guerra", 2003) e della Shoah ("Anatomia di un genocidio", all'interno della sinagoga monumentale di Firenze) e del genocidio ruandese ("Silence for Rwanda", 2004).
Terminata la sua esperienza di europarlamentare, riprendendo le posizioni della sinistra democratica e azionista, rientra nel Partito Repubblicano Italiano, dove dal 2015 è membro della Direzione Nazionale e responsabile per le politiche europee, oltre a militare nel Partito Radicale e far parte del comitato scientifico della Fondazione Luigi Einaudi. In dissenso con la linea del partito, nel 2020 aderisce al Movimento Repubblicani Europei.

## Pubblicazioni
- Islam, guerra e dintorni. Viaggio in Afghanistan, ed. L'Harmattan Italia, 1997.
- Dieu, guerre et autres paysages, L´Harmanattan France, 2000.
- Droga di Dio. Afghanistan: la società dei credenti, ed. L'Ancora del Mediterraneo, 2002.
- Firenze, Herat e la forza di Kabul, racconto pubblicato in Imago Mundi: Piazza di Guerra, Firenze, ed. Festina Lente, 2003.
- L'invenzione dell'Africa. Un viaggio, un dizionario, ed. La Meridiana, 2005.
- Piccola anatomia di un genocidio - Auschwitz e oltre, ed. Giuntina, 2009.
- Dei finanziamenti europei: istruzioni per l'uso, Firenze, ed. Festina Lente, 2010.
- Una storia per numeri - La NON Europa dell'Italia, Firenze, ed. Festina Lente, 2010.
- Album d'Italia: cartoline di IdV Estero per i 150 anni dell'unità ed Festina Lente 2011.
- Firenze insolita e segreta, ed. Jonglez, 2011; ed. Jonglez 2017 (tradotto anche in inglese, francese e spagnolo).
- Oceano Arno - i Navigatori fiorentini, ed. Firenze Libri, 2012.
- Ricettario di cucina europea in tempo di crisi, ed. Festina Lente, 2012.
- Roma città aperta. Breve dizionario di cittadinanza, ed. Festina Lente, 2013.
- Anatomia di una strada - via de' Serragli, ed. Festina Lente, 2013.
- Shoah e Ruanda, due lezioni parallele, ed. Giuntina, 2014.
- Notte a Gaza, ed. Festina Lente, 2014; Stampa Alternativa, 2015
- L'alternativa montagna - un'altra Europa, ed. Festina Lente, 2014.
- Il giro del mondo in cinquanta barbieri - storie minori ma non troppo, 2015; Stampa Alternativa.
- Tappeti volanti andata e ritorno - cinque storie fiorentine in Afghanistan, 2021; Stampa Alternativa.
- Alfabeto d'identità - scoprire Firenze, 2022; Pagliai Editore.